# Matarranya (comarca històrica)
El Matarranya (Matarranya en aragonès, Matarranha en occità, Mathe Ragnes en francès i Matarraña en castellà) és una comarca natural i històrica, la part més nova del Principat de Catalunya. Comprèn les valls dels rius Bergantes (Aiguaviva de Bergantes, la Ginebrosa, la Canyada de Beric, la Sorollera, Bellmunt de Mesquí, la Torre de Vilella i la Codonyera), Tastavins (la Freixneda, Torredarques, Beseit, la Vall de Tormo, la Torre del Comte, Massalió, Pena-roja, Mont-roig de Tastavins, Fondespatla, Ràfels, Valljunquera, Fórnols de Matarranya, la Portellada, Vall-de-roures) i Algars (Calaceit, Cretes, Arenys de Lledó i Lledó d'Algars).
| Municipi               | Població | Superfície (km²) | Densitat (hab/km²) |
| ---------------------- | -------- | ---------------- | ------------------ |
| Bellmunt de Mesquí     | 137      | 34               | 4,03               |
| la Canyada de Beric    | 111      | 10,9             | 10,18              |
| la Torre de Vilella    | 214      | 33,5             | 6,39               |
| la Codonyera           | 397      | 21               | 18,9               |
| la Sorollera           | 113      | 33,7             | 3,35               |
| la Ginebrosa           | 229      | 80,1             | 2,86               |
| la Vall de Tormo       | 328      | 16               | 20,5               |
| Vall-de-roures         | 2290     | 124              | 18,47              |
| Valljunquera           | 403      | 41,8             | 9,64               |
| Arenys de Lledó        | 213      | 34,3             | 6,21               |
| Beseit                 | 608      | 96,7             | 6,29               |
| Calaceit               | 1145     | 81,3             | 14,08              |
| Fondespatla            | 341      | 39               | 8,74               |
| Cretes                 | 618      | 52,7             | 11,73              |
| Fórnols de Matarranya  | 103      | 32,6             | 3,16               |
| la Freixneda           | 511      | 39,5             | 12,94              |
| Massalió               | 586      | 86,2             | 8,6                |
| Lledó d'Algars         | 170      | 15,6             | 10,9               |
| Mont-roig de Tastavins | 379      | 79,2             | 4,79               |
| Pena-roja              | 517      | 83,3             | 6,21               |
| la Portellada          | 262      | 21,4             | 12,24              |
| la Torre del Comte     | 153      | 19,5             | 7,85               |
| Torredarques           | 96       | 34,3             | 2,8                |
| Ràfels                 | 170      | 35,6             | 4,78               |
| Totals                 | 15538    | 1643,5           | 9,45               |

## Geografia
La comarca del Matarranya limita amb la Terra Alta, el Baix Ebre, el Montsià, el Baix Maestrat i els Ports. A l'oest i al nord limita amb terres castellanòfones. És constituïda per vint-i-cinc municipis. El cap de comarca és Vall-de-roures.

## Paisatge i clima
Al Matarranya es distingeixen tres paisatges diferents: el de munt, el de les valls i el de la plana. El de munt ocupa el sector sud de la comarca, per on enllaça amb els ports de Morella. L'espina dorsal d'aquestes muntanyes corresponen als ports de Beseit, que separen el Matarranya del Baix Ebre, del Montsià i del Baix Maestrat (la Tinença de Benifassà) i que culminen, a 1396 metres, al tossal d'Encanader, seguit el puig de la Fontsanta, la mola de Fuell i la punta de l'Ombria. Se'n desprenen la serra de Cirerals (925 m alt) i la seva prolongació, la serra de Ginebrosa (888 m). Una flexió o falla posa en contacte la serralada mesozoica amb la depressió de l'Ebre, que es divideix en les valls i la plana. El paisatge de la depressió, que davalla escalonadament de 700-800 metres a 350-450 forma les graderies d'una plataforma estructural on s'ha encaixat la xarxa hidrogràfica. Els col·lectors de la comarca són tres afluents de l'Ebre: el Guadalop, a l'oest i el Tastavins i el Matarranya, al centre, que ha donat nom a la comarca. El clima és mediterrani, amb tendència continental, amb mostres clares d'aridesa al nord-est.

## Història

### Prehistòria
El poblament prehistòric al Matarranya es documenta sobretot a través de les pintures rupestres, com les dels Secans de Massalió i del barranc de Calapatar, a Queretes, i de jaciments de sílex de superfície. Però és conegut sobretot durant la primera edat del ferro, amb poblats que cap al segle v aC es van transformar en ibèrics, l'exemple més destacat dels quals és el de Sant Antoni de Calaceit.

### Romanització i edat mitjana
Amb la romanització el primitiu poblament ibèric de Matarranya es va convertir en una zona d'hàbitat agrícola dispers de la Tarraconensis. La islamització va ser un fenomen profund. La comarca va pertànyer a la taifa de Tortosa. La definitiva ocupació cristiana va ser obra de la casa comtal catalana, després de la unió dinàstica catalanoaragonesa. Alfons I el Cast va prendre la vall de Roures i hi fundà Vall-de-roures (1169). La comarca es va sotmetre per capitulació, i hi va subsistir una part de la població musulmana; va ser repoblada per francs i, sobretot, per catalans de Lleida, però la jurisdicció senyorial va ser adjudicada al bisbat de Sarogosda el 1175 (Vall-de-roures, Beseit, Fondespatla i Mesquí), i a l'orde de Calatrava el 1180 (Calaceit, la Freixneda, Queretes, la Portellada, Pena-roja i Mont-roig), sota el fur d'Aragó, i es va utilitzar la moneda jaquesa. El Matarranya va restar dins els límits aragonesos en el testament reial del 1248. De totes maneres, hi va haver vacil·lacions sobre el límit de la frontera catalanoaragonesa; en són prova adjudicacions duplicades de Calaceit, Arenys i Lledó a la casa de Cambrils (1151), de Mont-roig a l'arquebisbat de Tarragona (1185) i el fet que Horta, Paüls, Batea i Algars de primer rebessin el fur d'Aragó i, per pressió dels templers i els hospitalers, fossin cedits a aquests ordes i poblats segons costum de Lleida. L'organització administrativa eclesiàstica del territori va comportar lluites entre les aspiracions del bisbat de Tortosa i les del de Sarogosda, fins a la concòrdia del 1210, per la qual la frontera eclesiàstica de Tortosa, situada des del 1152 al Matarranya, va restar fixada al riu d'Algars, i en compensació es van reconèixer a Tortosa les parròquies de Queretes, Lledó, Arenys i Calaceit).

## Edat moderna
El predomini del règim senyorial va fer que les revoltes catalanes dels segles XV i XVII incidissin en la població camperola de la comarca. Gent dels Tossals van repoblar les zones del Baix Ebre afectades per l'expulsió dels moriscos (1609). L'establiment de l'orde de la Trapa, el 1796, a la comarca va comportar la introducció de millores tècniques i de nous conreus. Fins al 1833 el Matarranya va formar part del partit o corregiment d'Alcanyís; amb la divisió provincial d'aquest any va ser inclosa a la província de Terol (excepte Aiguaviva de Bergantes, que va ser atribuït al de Castellot, tots els altres llocs van dependre del partit judicial d'Alcanyís). Al segle xix s'hi va desenvolupar una important indústria casolana de teixit de llana, lli i cànem i van ser notables la producció de seda i d'espardenyes i l'explotació de pedreres i de la mina de carbó de Bellmunt (des del 1841).

## Seglexix
De base fonamentalment agrària, el Matarranya es va significar, al segle xix, per la seva adhesió al carlisme. Durant el primer terç del segle XX els camperols del Matarranya es van inclinar per les idees llibertàries; durant la guerra d'Espanya de 1936-39 la CNT va predominar a la comarca, i a la majoria de les localitats va ser implantat el règim col·lectivista, que va perdurar fins a l'ocupació per les tropes de Franco el 1938.

## Actualitat
L'any 2003 el govern de l'Aragó posa en pràctica la nova divisió comarcal aprovada en l'anterior legislatura i comença a instal·lar els nous senyals de divisió comarcal, que divideix la comarca catalanoparlant del Matarranya. La nova divisió no respecta els criteris lingüístics, i barreja poblacions catalanoparlants i castellanoparlants.